# 1837年恐慌

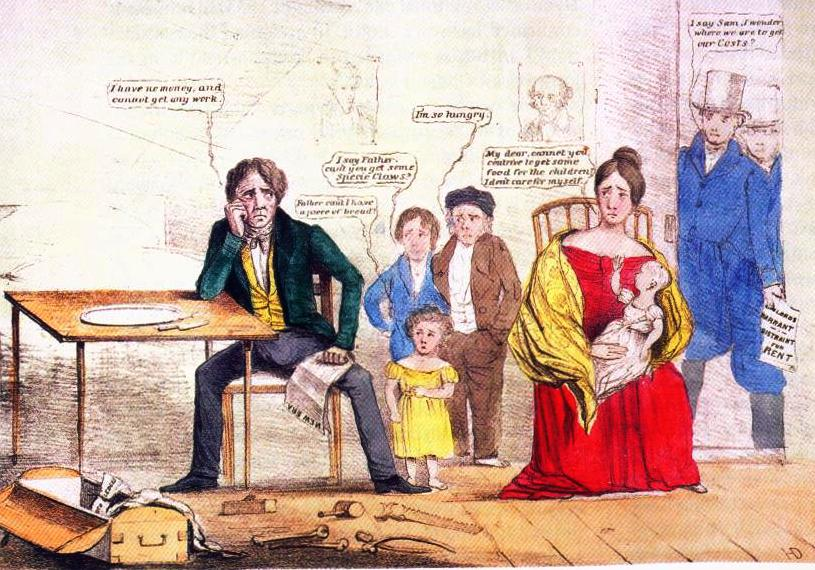
失業の様子を示すホイッグの風刺画

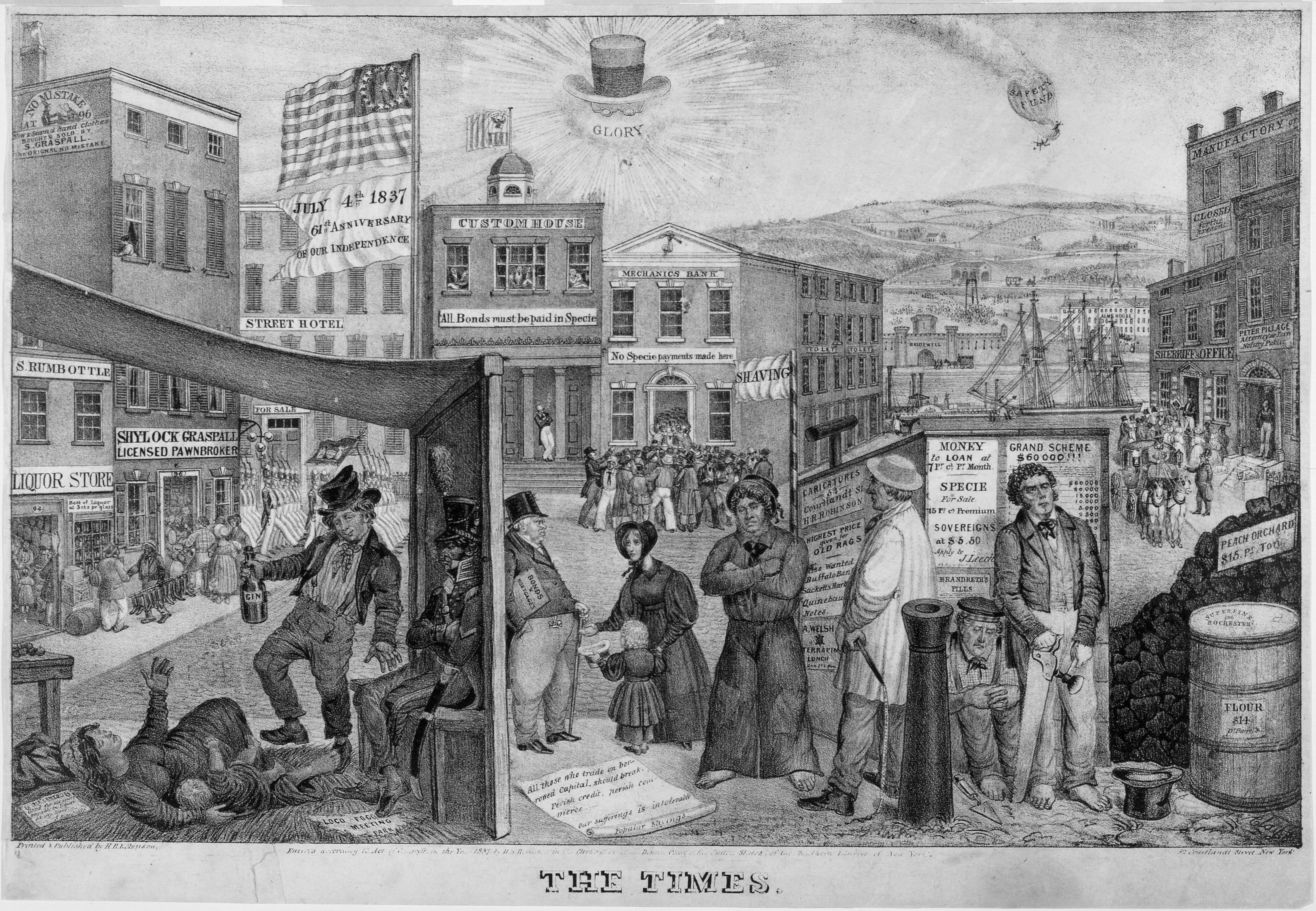
不景気についてアンドリュー・ジャクソンを非難する1837年のカリカチュア

1837年恐慌（1837ねんきょうこう、英語: Panic of 1837）は、1840年代まで続いた大きな景気後退を誘発したアメリカ合衆国の金融危機である。

## 概要
失業率が増大する中で利潤や価格、賃金が減少した。悲観論がこの時期に溢れた。恐慌は国の内外に起源があった。西部諸州での投機的貸し出しや綿価格における急激な物価下落、土地バブルの崩壊、国際的な正金流出、イギリスにおける貸し出し抑制は、全て恐慌の原因となった。
1837年5月10日、ニューヨーク市の銀行は、正金の支払いを停止した。これが意味するところは、額面金額でコマーシャル・ペーパーを買い戻す意思がないということであった。1838年に一時回復したとはいえ、景気後退は約7年続いた。銀行は破綻し、事業は失敗し、価格は下落し、数多の労働者が職を失った。失業率はある地域では25％にも上ったらしい。1837年から1844年は、一般に賃金と物価におけるデフレーションの年と言われている。

## 原因
金融危機は1834年半ばから1836年半ばにかけての経済拡大に原因がある。土地、綿、奴隷の価格がこの間に急激に上昇した。この急激な上昇の始まりは、国の内外に多くの原因があった。当時の国際貿易固有の要因により豊富な銀がメキシコや中国からアメリカ合衆国に流れ込んだ。土地の売渡や輸入関税も、連邦政府に相当な歳入を与えていた。収益性の高い綿の輸出やイギリスの金融市場における国家保障の債券市場を通じてアメリカ合衆国はイギリスから重要な資本取引を得ていた。この債券はアメリカ合衆国の輸送事業の資金となった。ベアリングス銀行のようなイギリス系の銀行を通じてイギリスの信用貸しはアメリカ合衆国西部地区の拡大や国内改革、この時代の産業の成長の多くを支えた。
1836年、イングランド銀行の役員は、恐らくイギリスが食料の多くを輸入せざるを得ない小麦の低い収量の故に銀行の保有残高が近年急激に減少していると発表した。埋め合わせの為に役員は金利を3％から5％に徐々に上げることを示した。伝統的な金融理論では保有残高が低い時は銀行は金利を上げ貸し出しを抑制すべきだとされた。需要と供給の法則によると、金利上昇は金が最大の収益を得られるところに一般に流れるために正金をもたらそうとするとされる。自由貿易と比較的弱い貿易障壁を持つ開放経済においては、覇権国家イギリスの通貨政策は、他の国々に影響を与えた。このことはイギリスが金利を上げればアメリカ合衆国の主要な銀行が同じことをせざるを得なくなることを意味している。
ニューヨークの銀行が金利を上げ貸し剥がしをすると、悪影響が現れた。債券価格と利回り（または金利）は逆の相関を持つので、実勢金利の上昇は、アメリカの証券価格を引き下げることになる。重要なのは綿の需要が急落したことである。綿の価格は、1837年2月と3月に25％まで下落した。特に南部諸州のアメリカ合衆国経済は、安定した綿価格に大いに依存していた。綿を売ることで学校が建ち、国内の貿易収支が安定し、ドルを強化し、当時の世界の準備通貨であるスターリング・ポンドにおける外国通貨取引の利潤を得ていた。アメリカ合衆国は依然として主要作物の輸出と初期の製造業を中心にした農業経済を主としていたので、綿価格の暴落は、大きな影響をもたらすことになる。
アメリカ合衆国内に要因は数点あった。1832年7月、アンドリュー・ジャクソン大統領は全国の中央銀行や財務機関である第二合衆国銀行（BUS）に再免許を与える法案に拒否権を行使した。BUSが次の4年間その業務を引き締めたことで、西部と南部の州公認の銀行は、安全でない準備金比率を維持しながら貸出基準を緩和した。特に二つの国内政策は、不安定になっていた状況を悪化させた。1836年の正貨流通令により、西部の土地は金貨と銀貨のみで購入できることになった。この命令はアンドリュー・ジャクソンが発しミズーリ州のトマス・ベントンら正貨主義者が賛成した大統領令であった。インフレーションを抑制するための命令であったが、逆の結果を生んだようである。第二に1836年の預金及び分配法は、国内の様々な銀行に連邦歳入を投資した。この銀行の多くは、西部にあった。この二つの政策の効果は、東海岸の全国的な主要商業センターから正金を払い出すことになった。預貯金の残高が低まるとともに東海岸の大銀行や金融機関は、ローンの縮小をしなければならず、恐慌の主要な原因となった。
当時のアメリカ人は、恐慌の原因は主に国内政治の混乱であると見ていた。アンドリュー・ジャクソン大統領の第二合衆国銀行の認証を拒否した政策は、銀行から政府資金が引き出されることになり、これを非難する者もいた。マーティン・ヴァン・ビューレンは1837年3月に大統領になるが、就任が恐慌のわずか5週間前であったにもかかわらず、恐慌について大きく非難された。ヴァン・ビューレンは政府の介入を拒否し、彼の政敵によれば更に恐慌を長引かせ、被害を広げることになったという。一方でジャクソン流民主主義者は野放図な投機と紙幣の大量発行に繋がったことの両方で国立銀行を非難した。このことは大量に紙幣を発行する銀行に原因があった。

## 影響と余波
事実上全国が恐慌の影響を受けた。コネチカット州、ニュージャージー州、デラウェア州は、その商業地域で非常に大きな打撃を受けたと報告した。1837年、バーモント州の商業制度と信用制度は、強い打撃を受けていた。バーモント州は1838年に小康状態になるが、1839年から1840年にかけて再び強い打撃を受けた。ニューハンプシャー州は近隣の州ほどは影響を受けなかった。1838年には永続的な負債はなく、翌年以降の経済的打撃はさほど大きくなかった。ニューハンプシャー州最大の苦難は、州内における少額硬貨の流通であった。南部における状況は、東部の状況より悪かった。オールドサウスは強く打撃を受けたが、綿花地帯は最悪の打撃を受けた。バージニア州、ノースカロライナ州、サウスカロライナ州では、恐慌の影響から商品作物は多様化していった。ニューオーリンズは事業全体に不況が起き、通貨市場は1843年を通じて悪い状況に置かれた。ミシシッピ州の農園主数人は、多くの農園主を完全に破産させようと所持金の多くを使った。1839年までに農園の多くは耕作が放棄された。フロリダ州とジョージア州は、ルイジアナ州やアラバマ州、ミシシッピ州よりは遅れて影響を受けた。1837年、ジョージア州民は日用品の購入を続けるのに十分な財力があった。1839年までフロリダ州民は、支払いを滞りなく行えていた。しかし1840年になると、ジョージア州とフロリダ州にも、恐慌の悪影響が及び始めた。最初西部は東部や南部ほどの影響を受けなかった。オハイオ州やインディアナ州、イリノイ州は農業州であり、1837年は農民が豊作に救われる形となった。しかし1839年、農産物価格が下落し、影響は農民にまで及んだ。
2か月でニューヨークの銀行だけで損失は約1億ドルになった。アメリカ合衆国の銀行850行のうち343行が完全に閉鎖し、62行が部分的に閉鎖し、合衆国の銀行制度は、完全に復活できないほどの衝撃を受けた。出版業界は特に続く不況により打撃を受けた。
1842年、アメリカ経済は幾分持ち直し一部は1842年の関税により5年間の不況に打ち勝てたが、殆どの報告によると経済は1843年まで持ち直さなかった。
殆どの経済学者は1838年から1839年に短期的に持ち直し、その際イングランド銀行やオランダの債権者が利率を引き上げたことで終わった点で合意している。しかし経済史家のピーター・テミンは、デフレーションに転じた時点で経済は1838年以降に成長したと主張している。経済学者で歴史家のマレー・ロスバードによると、1839年から1843年にかけて実際の投資は23％下落しマネーサプライは34％縮小した一方で実際の消費は21％増大し国民総生産は16％増大した。
多くの個人は、債務不履行状態に陥り、イギリスの債権者を怒らせた。短期間アメリカ合衆国は国際金融市場から撤退した。1840年代後半になってやっとアメリカ人はこの市場に戻れた。このデフォルトは他の不景気の結果と共に国家と経済発展の関係に大きく深く関わりを持たせた。同様に恐慌は国内の改革にとって公の支援を受けながら信用を傷つけた。国内の改革における国家の投資は南部諸州で南北戦争まで公然と行われた一方で、北部諸州は益々金融成長に対する公共投資よりも私的投資に目が向いた。更に恐慌は暴動などの国内騒乱を助長した。最終的には、より専門的な警察を持つ国家警察力の増大につながった。
信用や心理のような無形の要因は強力な役割を果たし、恐慌の巨大さや深さを理解する助けとなる。当時の中央銀行は価格や雇用を監理する能力が制限されており、銀行の取り付けを公然のものにした。銀行が数行破綻すると、警報は急速に業界に広まり、新聞がそれを煽った。心配した投資家は、預金を引き出そうと銀行に殺到した。このような圧力に直面して、健全な銀行さえ貸しはがしや債務者からの支払いを求めて更に縮小を行わなければならなかった。ここから更に負のスパイラルや雪だるま効果へと発展しながらヒステリックになった。言い換えれば、心配、恐れ、広がる信用欠如が、圧倒的で自ら支えられるフィードバックループを開始した。多くの経済学者は、今日この現象を情報の非対称性と理解している。本質的に銀行預金者は不完全な情報に反応し、自分の預金が安全か分からず、更なるリスクを恐れ、預金を引き出し、更には多くのダメージの原因になった。負のスパイラルの同じ概念は、土地や綿、奴隷に投機する南部の多くの農園主には現実のものであった。多くの農園主は、綿価格が上がり続ける前提で銀行から資金を借りた。しかし綿価格が下落すると、農園主は借金を返せなくなり、銀行の支払い能力を危うくした。この要因は特に銀行における預金保険の欠如を示した。銀行の顧客は、預金が安全だと確信が持てず、他の経済を危うくしかねない無分別な決定をしかねない。経済学者は今日銀行における兌換性や預金保険、十分な資本要件が銀行への取り付けに制約を加えられると見ている。

## 参照
1. ↑  Timberlake, Jr., Richard H. (1997). “Panic of 1837”. In Glasner, David; Cooley, Thomas F., eds. Business cycles and depressions: an encyclopedia. New York: Garland Publishing. pp. 514–16. ISBN 0-8240-0944-4
2. 1 2  Knodell, Jane (September 2006). “Rethinking the Jacksonian Economy: The Impact of the 1832 Bank Veto on Commercial Banking”. The Journal of Economic History 66 (3):  541. doi:10.1017/S0022050706000258.
3. ↑  “Measuring Worth – measures of worth, prices, inflation, purchasing power, etc”. 2012年12月27日閲覧。
4. ↑  Jenks, Leland Hamilton (1927). The Migration of British Capital to 1875. Alfred A. Knopf. pp. 66–95
5. ↑  Temin, Peter (1969). The Jacksonian Economy. New York: W.W. Norton & Company. pp. 122–147
6. ↑  Jenks, Leland Hamilton (1927). The Migration of British Capital to 1875. Alfred A. Knopf. pp. 87–93
7. ↑  North, Douglass C (1961). The Economic Growth of the United States 1790–1860. Prentice Hall. pp. 1–4
8. ↑  Rousseau, Peter L (2002). “Jacksonian Monetary Policy, Specie Flows, and the Panic of 1837”. Journal of Economic History 62 (2):  457–488. doi:10.1017/S0022050702000566.
9. ↑  McGrane, Reginald (1965). The Panic of 1837: Some Financial Problems of the Jacksonian Era. New York: Russell & Russell. pp. 106–126
10. 1 2  Hubert H.Bancroft, ed (1902). The financial panic of 1837. 3
11. ↑  Thompson, Lawrance. Young Longfellow (1807–1843). New York: The Macmillan Company, 1938: 325
12. ↑  “Six Year Depression 1837–1843”.   The History Box. 2014年3月12日閲覧。
13. ↑  “Panic of 1837: Van Buren's First Challenge”.   United States American History. 2014年3月12日閲覧。
14. ↑  Friedman, Milton. A Program for Monetary Stability. p. 10.
15. ↑  Temin, Peter. The Jacksonian Economy. p. 155.
16. ↑  Rothbard, Murray. A history of money and banking in the United States: the colonial era to world war II. p. 102
17. ↑  Larson, John (2001). Internal Improvement: National Public Works and the Promise of Popular Government in the Early United States. Chapel Hill: University of North Carolina Press. pp. 195–264
18. ↑  Roberts, Alasdair (2012). America's First Great Depression: Economic Crisis and Political Disorder after the Panic of 1837. Ithaca, New York: Cornell University Press. pp. 49–84; 137–174
19. ↑  Chen; Hasan (2008). “Why Do Bank Runs Look Like Panic? A New Explanation”. Journal of Money, Credit and Banking 40 (2–3):  537–538. doi:10.1111/j.1538-4616.2008.00126.x.
20. ↑  Diamond; Dybvig (1983). “Bank Runs, Deposit Insurance, and Liquidity”. Journal of Political Economy 91 (3):  401–419. JSTOR 1837095.
21. ↑  Goldstein, Itay; Pauzner, Ady (2005). “Demand-Deposit Contracts and the Probability of Bank Runs”. Journal of Finance 60 (3):  1293–1327. doi:10.1111/j.1540-6261.2005.00762.x.

## 他の読物
- Balleisen, Edward J. (2001). Navigating Failure: Bankruptcy and Commercial Society in Antebellum America. University of North Carolina Press. pp. 1–49. ISBN 0-8078-2600-6
- Bodenhorn, Howard (2003). State Banking in Early America. Oxford University Press. ISBN 0-19-514776-6
- Curtis, James C (1970). The Fox at Bay: Martin Van Buren and the Presidency, 1837–1841. Univ. Press of Kentucky. pp. 64–151. ISBN 0-8131-1214-1
- Friedman, Milton (1960). A Program for Monetary Stability. New York: Fordham Univ. Press
- Goodhart, Charles (1988). The Evolution of Central Banks. MIT Press. pp. 1–19. ISBN 0-26-257073-4
- Jenks, Leland Hamilton (1927). The Migration of British Capital to 1875. Alfred A. Knopf. pp. 66–95
- Kilbourne, Jr., Richard H. (2006). Slave Agriculture and Financial Markets in Antebellum America: The Bank of the United States in Mississippi, 1831–1852. Pickering and Chatto. pp. 57–105. ISBN 1851968903
- Lepler, Jessica (May 2012). “'The News Flew Like Lightning'”. Journal of Cultural Economy 5 (2):  179–195. doi:10.1080/17530350.2012.660784.
- Lepler, Jessica M. The Many Panics of 1837: People, Politics, and the Creation of a Transatlantic Financial Crisis (Cambridge University Press; 2013) 337 pages; compares London, New York, and New Orleans between March and May 1837.
- McGrane, Reginald C (1924). The Panic of 1837: Some financial problems of the Jacksonian era
- Remini, Robert V. (1967). Andrew Jackson and the Bank War. W.W. Norton & Company. pp. 126–131. ISBN 0-393-09757-9
- Roberts, Alasdair (2012). America's First Great Depression: Economic Crisis and Political Disorder After the Panic of 1837. Ithaca, NY: Cornell University Press. ISBN 978-0-8014-5033-4
- Rousseau, Peter L (2002). “Jacksonian Monetary Policy, Specie Flows, and the Panic of 1837”. Journal of Economic History 62 (2):  457–488. doi:10.1017/S0022050702000566.
- Schweikart, Larry (1987). Banking in the American South from the Age of Jackson to Reconstruction. LSU Press. ISBN 0-8071-1403-0
- Smith, Walter Buckingham (1953). Economic Aspects of the Second Bank of the United States. Harvard University Press. pp. 21–178